# Happy Madison Productions
A Happy Madison Productions egy amerikai film- és televíziós produkciós cég, amelyet 1999-ben alapított Adam Sandler, és amely leginkább vígjátékfilmjeiről ismert. A Happy Madison nevét a Happy, a flúgos golfos és a Billy Madison – A dilidiák című filmekről kapta, két olyan kasszasikerről, amelyekben maga Sandler játszotta a főszerepet, és amelyek producere Robert Simonds, forgatókönyvírója Sandler és Tim Herlihy, forgalmazója pedig a Universal Pictures volt. A produkció logóján látható idős férfi Sandler néhai édesapja, Stanley (aki 2003-ban hunyt el), aki a kísérő hangfelvételben azt is mondja: "Terrific".
A különböző Sandler-gyártású filmek mellett a cég mások által készített filmeket is forgalmazott, például Steven Brill (Sátánka – Pokoli poronty, A kismenő), Dennis Dugan (Lúzer SC, Férj és férj, Ne szórakozz Zohannal!, Nagyfiúk, Nagyfiúk 2.), Frank Coraci (Távkapcs, A gondozoo, Kavarás), Fred Wolf (Vadbarmok, A házinyuszi), Tom Brady (Tök állat, Tökös csaj, Bucky Larson: Született filmcsillag), Peter Segal (Ki nevel a végén?, Az 50 első randi, Csontdaráló) és Nicholaus Goossen (A Day with the Meatball, A nagyi szeme fénye, The Shortcut).
Az 1998-as A vizesnyolcas és a Nászok ásza című filmek segítettek beindítani Sandler filmes karrierjét és produkciós cégét. Ő volt a Vizesnyolcas producere, és a forgatókönyvet Tim Herlihy-vel közösen írta. A film rendkívül jövedelmező volt, csak az Egyesült Államokban több mint 160 millió dollárt hozott, és Sandler sikeres színésszé vált, a Vizesnyolcas lett a második 100 millió dolláros filmje egy éven belül, a Nászok ásza mellett.
A cég produkciós irodája korábban a Judy Garland épületben volt a Sony Pictures Studios területén, Culver Cityben, de a cég elhagyta a stúdiót, miután elkészült Sandler utolsó filmje, a Pixel. A Happy Madison, Inc. a Happy Madison Productions anyavállalata, amelyet Adam Sandler testvére, Scott vezet, ami a New Hampshire-i Manchesterben található.

## Filmográfia
- Tök alsó (1999)
- Sátánka – Pokoli poronty (2000)
- Kismocsok (2001)
- Tök állat (2001)
- A kismenő (2002)
- Az álcázás mestere (2002)
- 8 őrült éjszaka (2002)
- Tökös csaj (2002)
- Ki nevel a végén? (2003)
- Kis nagy színész (2003)
- Az 50 első randi (2004)
- Csontdaráló (2005)
- Tök alsó 2. – Európai turné (2005)
- A nagyi szeme fénye (2006)
- Lúzer SC (2006)
- Távkapcs (2006)
- Üres város (2007)
- Férj és férj (2007)
- Vadbarmok (2008)
- Ne szórakozz Zohannal! (2008)
- A házinyuszi (2008)
- Esti mesék (2008)
- A pláza ásza (2009)
- Ki nevet a végén? (2009)
- Az ösvény (2009)
- Nagyfiúk (2010)
- Kellékfeleség (2011)
- A gondozoo (2011)
- Bucky Larson: Született filmcsillag (2011)
- Jack és Jill (2011)
- Apa ég! (2012)
- A maflás (2012)
- Nagyfiúk 2. (2013)
- Kavarás (2014)
- A pláza ásza Vegasban (2015)
- Büntet a kismocsok 2. (2015)
- Pixels (2015)
- Nevetséges hatos (2015)
- Az újrakezdés (2016)
- Sandy Wexler (2017)
- The Week Of (2018)
- Father of the Year (2018)
- 100% Fresh (2018)
- Gyagyás gyilkosság (2019)
- A másik Missy (2020)
- Hubie, a halloween hőse (2020)
- A hazai csapat (2022)
- Mindent egy lapra (2022)
- Gyagyás gyilkosság 2. (2023)
- Szélhámos rokonok (2023)
- Ne merészelj eljönni a bát micvámra (2023)
- Leó (2023)